# Phạm Văn Ngôn
Phạm Văn Ngôn (1874-1910, hiệu là Tùng Nham) là một chí sĩ của phong trào Đông Du trong lịch sử Việt Nam.

## Tiểu sử
Phạm Văn Ngôn, người làng Việt Yên Hạ, huyện Đức Thọ, tỉnh Hà Tĩnh. Ông đỗ tú tài Hán học nên thường gọi là Tú Nghệ.
Trong những năm 1900, ông tích cực hoạt động cùng với Đặng Thái Thân trong phong trào Đông Du, nhằm tuyển chọn học sinh gửi sang Nhật Bản để chuẩn bị lực lượng tri thức cho công cuộc giải phóng và chấn hưng đất nước.
Năm 1905, Phạm Văn Ngôn cho em là Phạm Dương Nhân đi theo chí sĩ Phan Bội Châu sang Nhật Bản, còn ông thì hoạt động trên vùng thượng du miền Bắc và các vùng núi Nghệ Tĩnh.
Theo sự thoả thuận giữa Phan Bội Châu và Hoàng Hoa Thám, tháng vào 12 năm 1906, Phạm Văn Ngôn liên kết với vị lãnh tụ này lập một đồn gần Phồn Xương thuộc Yên Thế, gọi là đồn Tú Nghệ.
Năm 1909, trong một đêm tháng 4 ông âm thầm về hoạt động ở Nghệ An, thì bị lộ. Ông bị chính quyền thực dân Pháp bắt giam, đày ra Côn Đảo, rồi qua đời tại nơi đó (1910).
Hai em trai ông là Phạm Văn Thản và Phạm Dương Nhân đều là chí sĩ Việt Nam.
Sinh thời, ông có làm thơ để tỏ chí. Trong Thi tù tùng thoại của chí sĩ Huỳnh Thúc Kháng có chép hai tác phẩm của ông là "Câu đối khóc Đặng Thái Thân" và "Hoài Vụ Quang Sơn cố sự" (Nhớ chuyện cũ ở núi Vụ Quang, gồm 2 bài thất ngôn tứ tuyệt).

## Thương tiếc
Hay tin Phạm Văn Ngôn mất, thầy dạy ông là Đặng Nguyên Cẩn đã làm câu đối điếu như sau: 
Đen vàng chưa định, đời chưa hiếm tài dùng, đã dậy mà ngã ấy ai ư? đã ngã mà lại dậy ấy ai ư? đặt ta giữa góc biển chân trời, cầu khắp muôn hồn đồng cứu nước;
Lừa lọc vô tình, trời xem ra say quýt, nọ nên chết sao sống nhăn kia vậy, nọ đáng sống sao lại chết tươi như vậy, xót người chỉ tay không mặt trắng, ruỗi dong một kiếp hẳn quên nhà.

## Sách tham khảo
- Nhiều người soạn (Huỳnh Lý chủ biên), Hợp tuyển thơ văn Việt Nam (1858-1920, quyển 2). Nhà xuất bản Văn học, 1985.
- Nguyễn Q. Thắng-Nguyễn Bá Thế, Từ điển nhân vật lịch sử Việt Nam. Nhà xuất bản KH-XH, Hà Nội, 1992.